# Crossopriza maculipes
Espèce
Synonymes
- Ceratopholcus maculipes Spassky, 1934

Crossopriza maculipes est une espèce d'araignées aranéomorphes de la famille des Pholcidae.

## Distribution
Cette espèce se rencontre au Kazakhstan, en Ouzbékistan, au Turkménistan, au Tadjikistan, en Afghanistan, au Pakistan et en Irak.

## Description
La carapace du mâle syntype mesure 2 mm de long sur 2,2 mm et l'abdomen 3,26 mm de long sur 2,17 mm et la carapace de la femelle syntype mesure 1,94 mm de long sur 1,94 mm et l'abdomen 4,1 mm de long sur 3,26 mm.
Le mâle décrit par Huber en 2022 mesure 5,4 mm

## Systématique et taxinomie
Cette espèce a été décrite sous le protonyme Ceratopholcus maculipes par Spassky en 1934. Elle est placée dans le genre Crossopriza par Huber, Colmenares et Ramírez en 2014.

## Publication originale
- Spassky, 1934 : « Araneae palaearcticae novae. Fam. Pholcidae. » Bulletin du Muséum National d'Histoire Naturelle, sér. 2, vol. 6, p. 361-372 (texte intégral).